# کارول هیلر

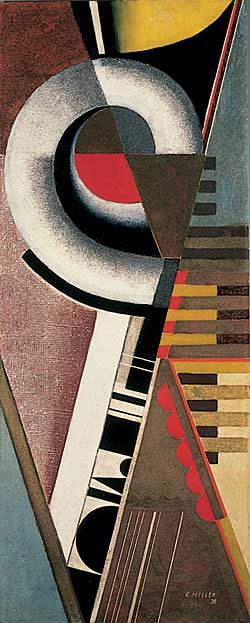
ترکیب با مارپیچ ، ۱۹۲۸

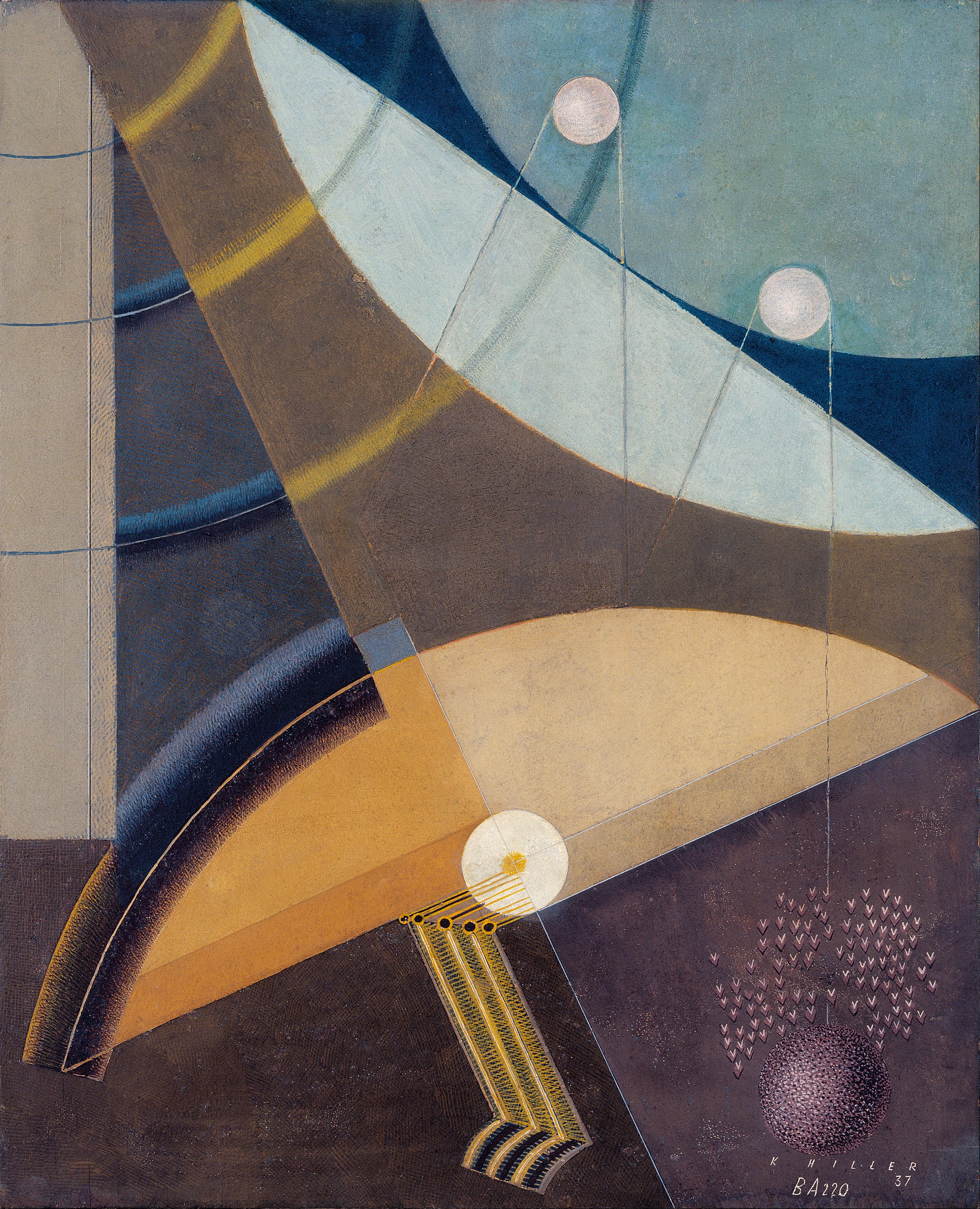
کامپوزیشن ب.آ.۲۲۰، یک نقاشی انتزاعی از کارول هیلر است که در سال ۱۹۳۷ میلادی کشیده شد. این اثر اکنون در مالکیت موزه هنر لودز (en) قرار دارد.

کارول هیلر (به انگلیسی: Karol Hiller) (۶ دسامبر ۱۸۹۱ در لودو - دسامبر ۱۹۳۹) یک نقاش لهستانی بود. وی در دهه ۱۹۲۰ یکی از نمایندگان اصلی ساخت‌گرایی (هنر) لهستان بود.

## زندگی
هیلر دررشته شیمی در دارمشتات و در مهندسی عمران در ورشو تحصیل کرد تا اینکه در سال ۱۹۱۶ به ارتش اعزام شد. پس از جنگ در کیو به پایان رسید وپ در آنجا هنر را در آکادمی هنرهای زیبا تحصیل کرد. در سال ۱۹۲۱ به لودو بازگشت و در آنجا انجمن هنرمندان تجسمی را تأسیس کرد. در دهه ۱۹۳۰ او هندسه ساختاری مسطح را کنار گذاشت و ترکیبات انتزاعی بیشتری را با اشکال بیولوژیکی خلق کرد. در دسامبر ۱۹۳۹ توسط گشتاپو در جنگلی در نزدیکی لوژمیرز اعدام شد.